# Hernán Zalcman
Hernán Zalcman (nacido el 5 de octubre de 1990 en la ciudad de Buenos Aires) es un futbolista profesional argentino surgido de las divisiones menores del Club Atlético Huracán; su posición es la de arquero. Actualmente es parte del plantel de Club Náutico Hacoaj, el cual juega en el Torneo Argentino "B" de AFA.  

## Trayectoria

### Huracán
Desde el 2011 integra el plantel profesional de Huracán, pero tras el desplazamiento del arquero Gaston Monzón se convierte inmediatamente en el segundo arquero del primer equipo del club.

## Clubes
| Club                  | País      | Año       |
| --------------------- | --------- | --------- |
| Club Atlético Huracán | Argentina | 2011-2012 |